# Nicole Galloway
Nicole Marie Galloway (de soltera Rogge; San Luis, Misuri, 13 de junio de 1982) es una contadora y política estadounidense. Afiliada al Partido Demócrata, entre 2015 y 2023 se desempeñó como Auditora de Misuri. Fue la candidata demócrata a gobernadora de Misuri en las elecciones de 2020, perdiendo ante el actual gobernador, el republicano Mike Parson.
Galloway fue nombrada para la oficina de Auditor del Estado por el gobernador Jay Nixon el 14 de abril de 2015, luego de la muerte de Tom Schweich en febrero de 2015. Fue elegida para un mandato completo en las elecciones de 2018. En 2018, luego de la derrota electoral de la senadora estadounidense Claire McCaskill ante Josh Hawley, Galloway se convirtió en la única mujer en un cargo público estatal y en la única funcionaria electa demócrata en todo el estado en Misuri.
El 12 de agosto de 2019, Galloway anunció que ingresaba a las primarias demócratas en las elecciones para gobernador de Misuri de 2020. Perdió duramente ante el actual gobernador republicano Mike Parson.
El 4 de junio de 2021, Galloway anunció que no se postularía para la reelección como Auditora Estatal en 2022.

## Primeros años y educación
Galloway creció en Fenton, y se graduó de la escuela secundaria de la Academia Ursuline en Oakland. Tiene una licenciatura en matemáticas aplicadas y economía de la Universidad de Ciencia y Tecnología de Misuri en Rolla. Durante su estadía en la universidad, fue miembro del equipo de fútbol de S&T, miembro de una organización de servicio y servidora en Applebee's.
Tiene una maestría en administración de empresas de la Universidad de Misuri. Es contadora pública certificada y examinadora de fraudes certificada.

## Carrera pre-gubernamental
Antes de trabajar en el gobierno, trabajó en la firma de contabilidad pública Brown Smith Wallace en Creve Coeur. En Brown Smith Wallace, se desempeñó como auditora de compañías y compañías de seguros nacionales e internacionales de Fortune 500. Ha trabajado en Allstate Insurance como analista actuarial y en la sede de Shelter Insurance en Columbia como auditora corporativa.
Galloway cita su experiencia en el sector privado como clave para ser un "perro guardián fuerte e independiente de los habitantes de Misuri" en su papel de Auditora de Misuri.
Se desempeñó como secretaria y tesorera de Missouri Technology Corporation, ayudando a invertir en emprendedores para crear empleos para los habitantes de Misuri. Ocupó el mismo rol para el Fondo de Jubilación de Empleados del Condado de Misuri para salvaguardar los beneficios de jubilación de 16.000 residentes en 111 condados del estado.

## Auditora de Misuri
Galloway ha dicho que sus metas como Auditora Estatal de Misuri eran mantener su oficina y otras en los más altos estándares profesionales y ser responsable ante los habitantes de Misuri.
Al tomar el juramento del cargo en 2015, Galloway dijo que una de sus primeras prioridades como Auditora Estatal sería la seguridad cibernética, al hacer que la protección de los datos privados de los habitantes de Misuri fuese parte de los procedimientos de auditoría de la Oficina del Auditor del Estado.

### Hospital del condado de Putnam
En 2017, Galloway publicó una auditoría que descubrió un esquema de facturación en el que el Memorial Hospital del condado de Putnam facturaba a las compañías de seguros por los servicios de laboratorio realizados en todo el país. La actividad cuestionable comenzó en septiembre de 2016, después de que la Junta del Hospital del Condado de Putnam contratara a David Byrns y su empresa, Hospital Partners Inc., para hacerse cargo de la gestión diaria del hospital. El informe del auditor descubrió $ 90 millones en facturas de laboratorio inapropiadas. Los resultados de la auditoría fueron cubiertos por los medios de comunicación nacionales y dieron lugar a pedidos de una investigación federal sobre los esquemas de facturación de los hospitales.
Después de la auditoría, decenas de importantes aseguradoras se unieron para presentar demandas contra hospitales afiliados en Misuri y otros estados, exigiendo cientos de millones en restitución. Las demandas describen la operación de facturación del laboratorio como un "esquema fraudulento generalizado".

### Condado Callaway
El 24 de septiembre de 2018, Galloway publicó una auditoría que mostraba que faltaban $ 300.000 en la Oficina del Recaudador del condado de Callaway desde enero de 2016 hasta marzo de 2018. La ex cobradora del condado, Pamela Oestreich, se declaró culpable en la corte federal de malversar los fondos.

## Campaña para gobernador de 2020
En agosto de 2019, Galloway anunció que buscaba la nominación demócrata para las elecciones a gobernador de Missouri de 2020 y ganó oficialmente las primarias el 4 de agosto de 2020. Galloway enfrentó al gobernador republicano en funciones Mike Parson en lo que se esperaba que fuera una contienda reñida.
En el video de su anuncio de campaña, Galloway enfatizó su historial al exponer la corrupción pública, se comprometió a reducir la influencia de los grupos de intereses especiales en la legislatura de Misuri y atacó a la administración Parson por sus esfuerzos para frenar los efectos de una iniciativa de transparencia gubernamental que fue aprobada en una votación a nivel estatal en 2018.
Galloway perdió la elección ante Mike Parson por casi 17 puntos de diferencia (casi medio millón de votos).

## Vida personal
Reside en Columbia, Misuri con su esposo, Jon Galloway, y sus tres hijos. Jon se desempeñó como secretario de prensa del entonces tesorero estatal Clint Zweifel. Su tercer hijo nació el 6 de enero de 2017.
Galloway ha sido miembro de la junta del Heart of Missouri United Way y del comité de finanzas del Columbia Interfaith Resource Center. También ha sido mentora de niños en Discovering Options en San Luis y es miembro de su Rotary local.

## Resultados electorales

### Auditora de Misuri
| Año  |         | Partido   | Votos            | Porcentaje | Resultado | Ref. |
| ---- | ------- | --------- | ---------------- | ---------- | --------- | ---- |
| 2018 | D       | 1,209,881 | \| \| 50.41 % \| | Electa     | [ 20 ]    |      |
|      | 50.41 % |           |                  |            |           |      |

### Gobernadora de Misuri
|  | 84.62 % |

|  | 40.69 % |